# 雷达尔·塞雷斯托涅米
雷达尔·塞雷斯托涅米（芬蘭語：Reidar Särestöniemi；1925年5月14日—1981年5月27日）是芬兰拉普兰画家。他以大型多彩、以拉普兰为主题的油画而著称。他的艺术出发点为拉普兰的自然以及当地的人物和信仰。他有北方神秘主义的声誉，但他也受到欧洲现代主义、俄罗斯艺术、以及史前岩画的影响。

## 生平和作品
雷达尔·塞雷斯托涅米出生在基蒂莱一个叫考科宁（Kaukonen）的村庄里。父母为农民，有七个孩子，其中雷达尔是最小的一个。整个家庭是靠自足自给的方式来生活，他们的农庄名字叫塞雷斯托（Särestö）。家族的姓氏原先是考科宁，在1600年代家族把整个村庄命名为考科宁。在1931年该家庭把姓氏改为塞雷斯托涅米（Särestöniemi，niemi的意思是“半岛”）。
塞雷斯托涅米在1947至1952年间就读于位于赫尔辛基的芬兰美术学院。同时他也选修了赫尔辛基大学绘画系的课程。另外他也参加了赫尔辛基大学里的心理学、哲学和艺术史的一些课程。他结识了一些作家朋友，并参加马克思主义者的会议。年幼时他在家里就接触了马克思主义。1954至1955年间他在一家马克思主义者办的学校里学习。1952年他第一次前往法国和意大利。1956至1959年间他在列宁格勒的列宾美术学院学习。
1950年代初期塞雷斯托涅米的作品主要是一些小型的图像及人物肖像。自从列宁格勒回来后他在赫尔辛基第一次举办了个人画展。1960和1970年代时他的作品由大型多彩的油画组成。他的艺术黄金时期就是在1960和1970年代，并且他也通过艺术来关注环境保护。塞雷斯托涅米对同性恋主题发表意见，同性恋在芬兰当时还是犯法的。1975年塞雷斯托涅米被授予教授的名誉头衔。

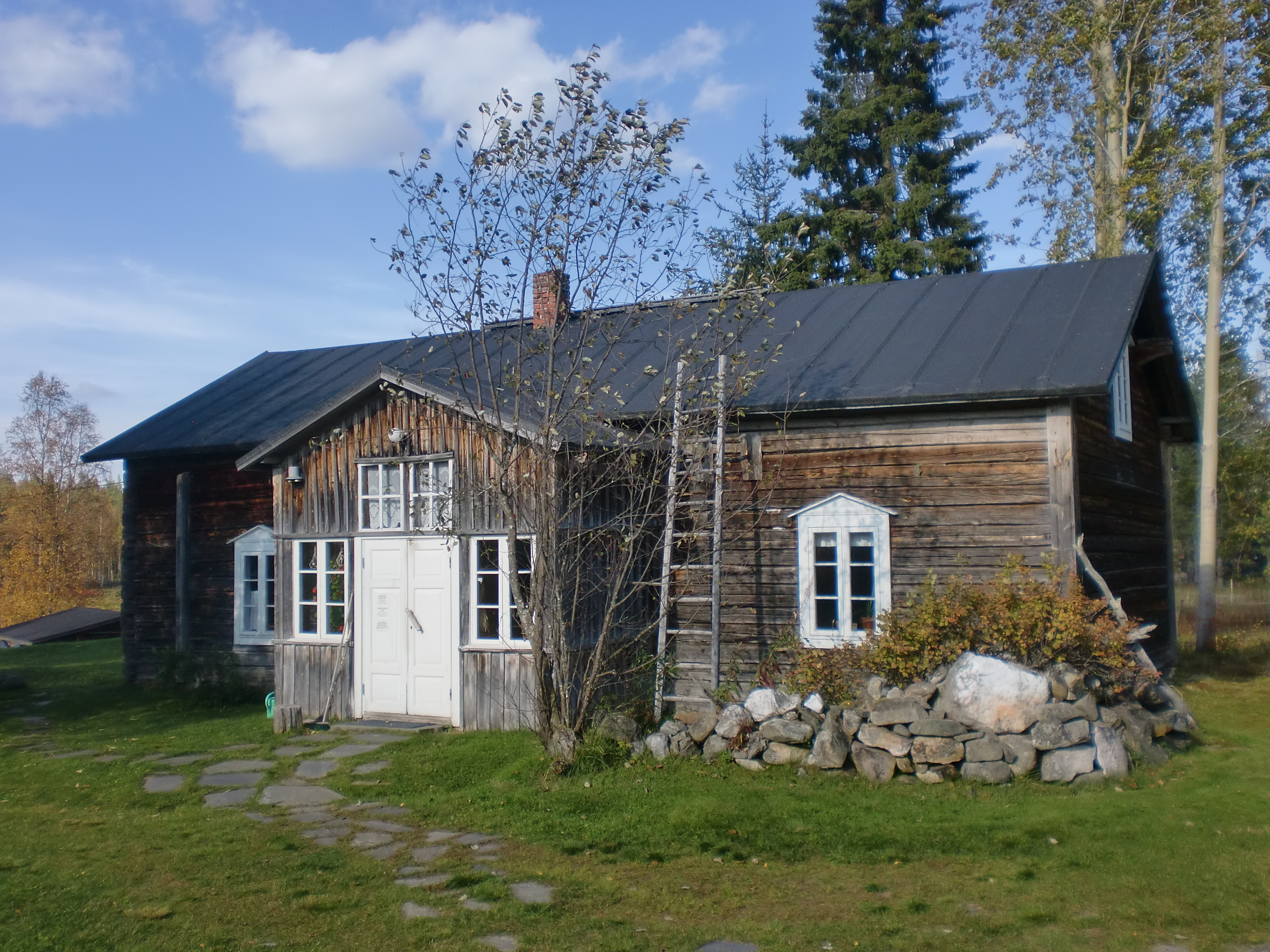
塞雷斯托涅米博物馆

塞雷斯托涅米主要生活并工作在基蒂莱考科宁村塞雷斯托农庄里，在北极圈往北100公里处。在他活着的时候还没有路通往农庄，必须从考科宁的公路往湖岸走两公里，再划船两公里到对岸才能到达。
塞雷斯托涅米靠艺术成就的收入在他住的房子旁边修建了两座工作室。在他的农庄里有三座房子和一间堆满装饰品的木屋，他因此有“基蒂莱王子”之称。
1981年位于赫尔辛基的迪德里克森艺术博物馆举办了塞雷斯托涅米50周年展览，共有两万观众参观了展览。
现今，塞雷斯托涅米家族的农庄以及画廊和工作室设为博物馆，并在2004年列入拉普兰区环境中心的保护名单上。
2010年，200幅塞雷斯托涅米的画作转移至罗瓦涅米艺术博物馆。2014年奥卢艺术博物馆举办的塞雷斯托涅米展览打破了该博物馆的观众数量记录。
2018年11月，一幅塞雷斯托涅米的油画《禁令与怀念》（芬蘭語：Kielto ja kaipaus）在拍卖行中以8万欧元的价格售出。而另外一幅名为《自画像与猞猁》（芬蘭語：Omakuva ja Ilves）则在2017年4月的拍卖中以140260欧元的价格售出，这是已知的塞雷斯托涅米价格最高的画作。